# グンター
ウォルター・ハーン（Walter Hahn, 1987年8月20日 - ）は、オーストリアのウィーン出身のプロレスラー。WWEにてグンター（Gunther）のリングネームで所属。

## 経歴
2005年11月にデビューし、2007年1月にマスクマン「Gha-Cha-Ping」として、プロレスリングZERO1-MAX（現 プロレスリングZERO1）に初来日。ガチャピンをモチーフにしたコスチュームを着用し、マスクは試合によって着けたり外したりしていたが、頭髪を緑色に染めていた。日本デビュー戦のタッグマッチで不動力也から3カウントを奪い勝利。帰国後はビッグバン・ウォルターに改名。
2010年10月、ザック・セイバーJr.からwXw統一世界王座を獲得。2011年1月にドイツで行われた関本大介との防衛戦に敗れタイトルを奪われるが、5月2日、大日本プロレス新木場大会において関本から奪還。2012年5月にエル・ジェネリコに敗れるまで約1年間タイトルを保持した。
その後はプロレスリング・ゲリラ（アメリカ）、オーバー・ザ・トップ・レスリング（アイルランド）、プログレス・レスリング（イギリス）などのシングル王座を獲得し、ヨーロッパ中心で活動するプロレスラーの代表格として扱われるようになった。レスリング・オブザーバー・ニュースレターが選ぶ2018年ヨーロッパMVPを受賞。
2019年4月5日、NXT TakeOver: New YorkでWWE UK王者のピート・ダンに挑戦。終盤にビター・エンドを凌ぐと、セカンドロープからのパワーボム、トップロープからのスプラッシュと繋いで勝利。王座を奪取した。ヒールユニットインペリアムを結成する。
11月4日、大日本プロレス両国国技館大会に参戦し、盟友である関本大介のデビュー20周年記念試合に出場。関本とタッグを組んで岡林裕二、火野裕士組と対戦し勝利した。
その後、2021年1月18日に対ロデリック・ストロング戦で見事勝利を収めた。また、2022年にブロン・ブレーカーにNXT王座を賭けて挑戦するも敗戦した。しかし、同年4月8日スマックダウンデビューを果たす。6月10日には、リコシェからインターコンチネンタル王座を奪取する。
2024年4月6日、レッスルマニアXLでサミ・ゼインと対戦。これに敗れ王座陥落。自身のIC王座保持期間は、同王座史上最長の666日でストップした。
2024年8月、サマースラムで王者ダミアン・プリーストに勝利し、世界ヘビー級王座を初戴冠した。
2024年11月、クラウン・ジュエルで世界ヘビー級王者として、統一WWE王者コーディ・ローデスとの王者対決が行われた。試合はローデスが隙をつき、グンターは押さえ込みで3カウントを奪われた。
2024年11月、サバイバー・シリーズでダミアン・プリーストとの再戦に勝利し、王座防衛に成功した。
2025年4月、レッスルマニア41でジェイ・ウーソにタップアウト負けをし、世界ヘビー級王座から陥落した。

## 得意技

### フィニッシュ・ホールド
パワーボム
ゴジラクラッチ
胴締めスリーパーど同じ技
ダイビングボディプレス
エメラルド・フロウジョン

### 打撃技
エルボー
エルボー・スタンプ
バックハンド・チョップ
チョップ・スマッシュ
ラリアット
ハンマーブロー
ナックルパンチ
ニーリフト
エルボードロップ
ジャンピン・グニードロップ
ジョン・ウー
ビッグブーツ
スーパーキック
ミサイルキック

### 投げ技
ゴールデンボム
パンプハンドル式パワーボム
ダブルアーム式パワーボム
相手を前かがみにさせた後、ダブルアームの体勢で持ち上げ、さかさまの状態で胴もしくは太腿の位置に持ち替えて相手をパワーボムで叩きつける。
ジャックハマー
F-5
ゴードバスター
ブレーンバスターの体勢から後方ではなく前方に倒れこみ、相手をうつ伏せの状態で叩きつける。
ジャーマンスープレックスホールド
バックドロップ

### 関節技
足4の字固め
ボストンクラブ
通常、スタンディング式の2種類を使用。
脇固め

## タイトル歴
WWE
- 世界ヘビー級王座：2回
- WWE IC王座 : 1回
- WWE UK王座 : 1回
- キング・オブ・ザ・リング：2024年度優勝

wXw
- wXw統一世界王座 : 3回
- wXw世界タッグ王座 : 3回　w / ロバート・ドレイスカー（1回）、 ザック・セイバーJr.（1回）、ティモシー・サッチャー（1回）
- 16 カラット・ゴールド・トーナメント優勝 : 1回（2010年）

PWG
- PWG世界王座 : 1回

Over The Top Wrestling
- OTT王座 : 1回

Progress Wrestling
- プログレス世界王座 : 1回
- プログレスアトラス王座 : 2回